# Chelomadillo pustulosus
Chelomadillo pustulosus is een pissebed uit de familie Armadillidae. De wetenschappelijke naam van de soort is voor het eerst geldig gepubliceerd in 1931 door Herold.